# Manzoor Hussain (Hockeyspieler)
Manzoor Hussain (geboren am 28. Oktober 1958 in Sialkot; gestorben am 29. August 2022 in Lahore) war ein pakistanischer Hockeyspieler. Als Offensivspieler der pakistanischen Nationalmannschaft nahm er an zwei Olympischen Spielen teil und gewann je einmal Gold und Bronze. 1978 und 1982 wurde er mit der Mannschaft Weltmeister.

## Sportliche Karriere
Manzoor Hussain nahm im Alter von 18 Jahren an den Olympischen Spielen 1976 in Montreal teil. Pakistan verpasste mit einer Halbfinalniederlage gegen die Australier den Finaleinzug. Das Spiel um die Bronzemedaille gewannen die Pakistaner gegen die niederländische Mannschaft mit 3:2. Manzoor Hussain erzielte zwei Minuten vor dem Ende der Partie aus dem Feld den Treffer zum 3:2. Im März und April 1978 fand in Buenos Aires die Weltmeisterschaft 1978 statt. Pakistan gewann seine Vorrundengruppe vor der niederländischen Mannschaft. Im Halbfinale besiegten die Pakistaner die deutsche Mannschaft mit 1:0 nach Verlängerung. Im Finale waren wieder die Niederländer der Gegner, die Pakistaner siegten mit 3:2. Ende 1978 besiegte Pakistan im Finale der Asienspiele in Bangkok die indische Mannschaft. An den Olympischen Spielen 1980 in Moskau nahm Pakistan wegen des Olympiaboykotts nicht teil.
1982 gehörte Manzoor Hussain zur pakistanischen Mannschaft bei der Weltmeisterschaft in Bombay. Pakistan gewann seine Vorrundengruppe vor den Deutschen, bezwang im Halbfinale die Niederländer und traf im Finale wieder auf die Deutschen. Pakistan gewann den Titel mit einem 3:1-Sieg. Ende 1982 fanden in Neu-Delhi die Asienspiele 1982 statt, Pakistan bezwang im Finale die indische Mannschaft mit 7:1. Bei den Olympischen Spielen 1984 in Los Angeles belegte Pakistan in der Vorrunde den zweiten Platz hinter der britischen Mannschaft. Mit einem 1:0-Halbfinalsieg über die Australier erreichten die Pakistaner das Finale gegen die deutsche Mannschaft. Pakistan gewann das Finale mit 2:1 nach Verlängerung.
Manzoor Hussain war bei Pakistan International Airlines beschäftigt und spielte für deren Mannschaft. 
Am 29. August 2022 starb Manzoor Hussain an den Folgen eines Herzinfarktes in einem Krankenhaus in Lahore.